# Тега
Тега (рум. Tega) — село у повіті Бузеу в Румунії. Входить до складу комуни Пенетеу.
Село розташоване на відстані 95 км на північ від Бухареста, 37 км на захід від Бузеу, 130 км на захід від Галаца, 73 км на південний схід від Брашова.

## Населення
За даними перепису населення 2002 року у селі проживали 316 осіб, усі — румуни. Усі жителі села рідною мовою назвали румунську.